# Gryon chinchillae
Gryon chinchillae är en stekelart som beskrevs av Virgilio Caleca 1990. Gryon chinchillae ingår i släktet Gryon och familjen Scelionidae. Inga underarter finns listade i Catalogue of Life.